# Baccara (Romanreihe)
Baccara - heiße Leidenschaft ist eine Taschenheftreihe mit Liebesromanen, die im Cora Verlag erscheint.

## Daten
Die Reihe wird vom Verlag mit Leidenschaftliche Liebe umschrieben. Alle Hefte sind Übersetzungen von in den USA bzw. Kanada erschienenen Romanen. Alle vier Wochen erscheint ein neuer Roman.
Zu Beginn der Reihe stand Baccara noch für Liebe, Spannung, Abenteuer. In den Romanen wurde zwar Wert auf das erotische Prickeln gelegt, jedoch waren die Romane temporeich und mit Krimi- und Thrillerelementen versehen. Die Schauplätze der Romane waren über die ganze Welt verteilt. So spielten Romane nicht nur in den USA, sondern auch in Tripolis, Yucatan oder auch Norwegen. Themen waren dabei auch Spionage und Verbrechensaufklärung.
Die Gewichtung in der Romanauswahl verschob sich immer stärker weg von der Kriminalliteratur hin zu normalen erotischen Liebesromanen. Die neue Verlagsumschreibung Leidenschaftliche Liebe trägt ab Band 291 dem Rechnung. Die Konflikte beschränken sich auf das Mit- und Gegeneinander der Protagonisten und auch die Handlungsorte wichen eher als romantisch betrachteten Orten wie Griechenland oder der Karibik, wobei die meisten Romanen in Australien oder den USA spielen. Viele Romane stammen aus der Reihe Desire Line des Partnerverlages Harlequin Enterprises.

## Ableger
- Collection Baccara, ein prickelndes Lesevergnügen -  alle vier Wochen erscheint ein Band mit je drei Romanen
- Baccara Exclusiv, Geschichten voller Lust und Leidenschaft -  alle vier Wochen erscheint ein Band mit drei Romanen
- Baccara Spezial, Erotik, Sex, Gefühle und Spannung, sehr heiß und modern -  alle drei Monate erscheint ein Taschenbuch mit 256 Seiten Umfang
- Baccara Magische Momente, Liebesroman voller Leidenschaft, Mystik und übersinnlichen Kräften -  einmal im Jahr erscheint ein Band mit je drei Romanen

## Autoren
In der Reihe werden u. a. Romane von Diana Palmer und Nalini Singh abgedruckt.

## Besonderheiten
Es erschienen auch einige Science-Fiction Liebesromane. Eines dieser Hefte war Frag' nicht, nimm mich! von Rita Clay Estrada. Auch romantische Fantasygeschichten werden in die Reihe eingestreut.